# Балесар
Балесар Сатан — одна из деревень в районе Джодхпур, Раджастан, Индия. Это деревня панчаят и штаб-квартира Балесар Талука.
В деревенском панчаяте Балесар Сатан две деревни: Балесар Сатан и Амрит Нагар.

## Местоположение
Балесар расположена в пустыне Тар на высоте 230 метров над уровнем моря. Деревня находится на Национальном шоссе 114 между Джодхпур и Покаран.
Ближайшая железнодорожная станция Jodhpur Jn Rail Way Station находится в 61 км от Балесар Сатан.

## Язык
Местным языком является хинди.

## Информация
Код Балесар Сатан : 342023, почтовое отделение Balesar.
При переписи в 2001 году, деревня Балесар Сатан насчитывала 9552 жителей с 5087 (53,3 %), мужчин и 4465 (46,7 %) женщин.